# Ивановка (Митрофановское)
Ивановка (на руски: Ивановка) село в Кантемировски район на Воронежка област на Русия. Намира се на 7 km от Митрофановка и на 40 km от Кантемировка.
Влиза в състава на селището от селски тип Митрофановское.

## География

### Улици
- ул. Заречная.

## История
Селото възниква в началото на 19 век на земите на помешчика Чертков. През 1815 г. тук се заселва селянинът Михаил Панченко с двамата си сина, а през 1828 г. – още 50 семейства от село Таволжко-Воскресенка. Селището получава името си Ивановка от името на земевладелеца Иван Чертков.
През 1900 г. селото има 101 къщи и 606 жители. През март 1918 г. в селото е установена съветска власт. По време на гражданската война Ивановка е заето от белогвардейците.
През 1926 г. в Ивановка има 154 къщи и 817 жители, училище от I степен с учители. През 1930 г. е създаден колхоз.
През 1963 г. в селото има училище за 30 ученика, медицински пункт, живеят общо около 300 души.
През 1988 г. в Ивановка има 8 къщи и 15 жители. По това време то е едно от типичните замиращи села. На следващата година жителите му се преселват на централното стопанство на колхоза „Разсвет“.
По данни от 2010 г., Ивановка няма постоянни жители.